# Alfons Alzamora i Ametller
Alfons Alzamora i Ametller (Ciutat de Mallorca, 20 de maig de 1979), és un jugador de bàsquet mallorquí. Mesura 2,06 metres, pesa 109 kg, i juga en la posició de pivot.

## Carrera esportiva
Format a les categories inferiors del FC Barcelona, va debutar a la Lliga ACB el 21 de setembre de 1997, amb 18 anys. Durant tres anys va combinar les seves actuacions al Barcelona B amb el primer equip. La temporada 1998-1999 va participar en la consecució de la Copa Korac. Després d'un any de cessió al Caprabo Lleida de la Lliga LEB, el 2001 va tornar al FC Barcelona de Svetislav Pešić, on va jugar dues temporades. En aquest període va participar en la consecució de l'Eurolliga, una Lliga ACB i una Copa del Rei de Bàsquet.
El 2003 va fitxar pel Club Joventut de Badalona, on va jugar una temporada, per passar a jugar després amb el Leche Río Breogán les dues següent temporada (2004-2006). L'agost de 2006 va signar amb el Menorca Bàsquet, i posteriorment pel Bàsquet Manresa, on jugaria fins al 2011, tancant la seva etapa ACB a Manresa.
El 2011 comença la seva estada en diferents equips de LEB Or. Aquella temporada torna al Lleida Basquetbol i, tot i tornar un any al FC Barcelona B, continua jugant a l'equip lleidatà fins al 2017. La temporada 2017-18 fitxa pel nou projecte del Bàsquet Girona de Marc Gasol, amb l'estrena del primer equip sènior de la història del club a la lliga EBA.
La temporada 2019/20 jugà al Club Bàsquet Vic de la Lliga EBA i a l'agost de 2020 va fitxar pel Bàsquet Maresme Boet Mataró 3Viles.